# ジャウメ・ソブレグラウ
ジャウメ・ソブレグラウ・ミジャンス（Jaume Sobregrau Mitjans, 1986年9月4日 - ）はスペイン・カタルーニャ州バルセロナ出身のサッカー選手。レアル・ムルシア所属。ポジションはディフェンダー。

## 経歴
1997年、11歳でFCバルセロナのカンテラに入団、2004年までプレーするも伸び悩みからフニベルAから先のカテゴリーアップは叶わずカディスCFの下部チームへと移籍する。
その後、アルバセテ・バロンピエの下部組織やCFポブラ・デ・マフメット（ジムナスティック・タラゴナのリザーブチーム）を経て2008-2009シーズンにセグンダ・ディビシオンに属するSDウエスカにてトップチームデビューを果たし、12試合に出場、非凡な才能を開花させる。
2009年夏にはFCバルセロナBへ帰還を果たしたが、2010年夏にCDサン・ロケ・デ・レペに完全移籍した。
2014-15シーズンより、セグンダ・ディビシオンBのレアル・ムルシアに加入した。